# 가미야쿠노역
가미야쿠노역(일본어: 上夜久野駅, かみやくのえき)은 일본 교토부 후쿠치야마시에 있는 서일본 여객철도의 철도역이다.
산인 본선 교토 부 구간의 가장 서쪽에 있는 역으로, 가미야쿠노 역과 야나세 역 사이에 교토부와 효고현의 경계가 있다.

## 역 구조
섬식 1면 2선 구조의 지상역으로, 교행 시설이 갖추어져 있다. 후쿠치야마역이 관리하는 무인역이다. 역사는 존재하지 않기 때문에 구름다리를 통해 승강장으로 들어설 수 있으며, 부근에 우량계 (雨量計)가 설치되어 있다.

### 승강장
| 1·2 | ■ 산인 본선 | 상행 | 후쿠치야마 · 교토 · 오사카 방면 |
| 1·2 | ■ 산인 본선 | 하행 | 와다야마 · 도요오카 방면        |

## 역세권 정보
- 국도 제9호선

## 역사
- 1911년 10월 25일 - 일본국유철도 반탄 선의 후쿠치야마 ~ 와다야마 간 지선의 개통과 동시에 개업.
- 1987년 4월 1일 - 민영화에 따라 서일본 여객철도의 소속이 되었다.

## 인접역
| 서일본 여객철도 산인 본선 | 서일본 여객철도 산인 본선 | 서일본 여객철도 산인 본선         |
| ------------------------- | ------------------------- | --------------------------------- |
| 시모야쿠노 교토 방면      | ■ 산인 본선               | 야나세 기노사키온센·하마사카 방면 |